# Lois de Mendel
Pour les articles homonymes, voir Mendel.
Les lois de Mendel sont trois lois concernant les principes de l'hérédité biologique, énoncées par le moine et botaniste de nationalité austro-hongroise Gregor Mendel (1822-1884).
La redécouverte des lois de Mendel en 1900, puis leur combinaison avec la découverte des chromosomes, considérés comme le support physique de l'hérédité, est à l'origine de la fondation de la génétique formelle au début du XXe siècle. 

## Histoire
Vers 1850, au monastère de Brno, comme à Londres, à Paris ou à Vienne, on en était réduit aux hypothèses les plus vagues au sujet de l'hérédité. De multiples expériences consistant à croiser des plantes et des animaux divers avaient permis d'obtenir des résultats heureux. Mais comment ? Selon quels mécanismes précis ? 
Vers 1850, la théorie la plus accréditée était celle du mélange des « sangs » dans des proportions que le cousin de Darwin, Francis Galton venait de préciser : 1/2 pour le sang du mâle ou de la femelle à la première génération, 1/4 à la seconde, etc. C'est dans un contexte où les connaissances scientifiques sur la génétique étaient encore inexistantes, que Mendel commença ses expérimentations.

## Les trois lois dites de Mendel
Mendel tire de ses observations deux principes fondamentaux, auxquels on ajoutera plus tard un troisième en découlant. Ce sont, dans son cas, des expériences menées sur les pois qui permirent à Mendel de formuler les principes intervenant dans l'hérédité.
Mendel découvre que :
- un caractère peut présenter deux formes différentes (aujourd'hui appelées allèles) ;
- un organisme hérite de deux facteurs pour chaque caractère (les facteurs héréditaires de Mendel sont aujourd'hui appelés « allèles ») ;
- le facteur dominant masque le facteur récessif. Mendel a noté le facteur dominant d'une lettre en majuscule et le récessif par la même lettre en minuscule ;
- les deux facteurs se séparent durant la formation des gamètes (Loi de ségrégation qui correspond à la séparation des paires de chromosomes homologues durant la méiose) ;
- les paires de facteurs se séparent de façon indépendante les unes des autres (Loi de ségrégation indépendante qui correspond à l’assortiment indépendant des paires de chromosomes homologues à la métaphase 1 de la première division méiotique).

### Loi d'uniformité des hybrides de première génération
Si l'on croise deux individus d'une même espèce homozygotes relativement à un caractère, tous les descendants de la première génération, qui sont appelés hybrides F1, sont identiques relativement à ce caractère, c'est-à-dire tous hétérozygotes. (Dans le schéma ci-contre, il conviendrait plutôt — pour être cohérent avec le schéma de la troisième loi, et puisque le caractère « couleur de la fleur » ne présente que deux allèles — de les noter R pour rouge, et r pour non-rouge, c'est-à-dire blanche, puisque la couleur rouge est dominante, et de noter les deux individus homozygotes RR et rr. Les deux gènes de tous les hybrides F1 présentent l'un l'allèle R l'autre le r, et sont alors notés Rr.)
La première génération (hybride F1) est alors uniforme tant pour le phénotype que le génotype et tous les descendants de la première génération sont hétérozygotes.
Exemple : Tous les individus dits de génération F1 issus du croisement entre un plant à graines rondes et un plant à graines ridées (tous deux homozygotes pour ce caractère) sont identiques, ils ne présentent que la version ronde de la forme. Le phénotype rond est dominant et le phénotype ridé est récessif.

### Loi de disjonction des allèles
Lorsqu’on croise entre eux deux des individus de générations F1, on obtient une génération F2 dans laquelle on trouve les deux versions de la couleur des fleurs dans des proportions bien définies : trois descendants à fleurs rouges (1 RR homozygote + 2 Rr hétérozygotes) et un descendant à fleurs blanches (rr homozygote).
Cette loi est dite « de ségrégation des caractères dans la génération F2 ».

### Loi d'indépendance de la transmission des caractères
Cette règle ne s'applique que si les gènes responsables des caractéristiques se situent sur différents chromosomes ou s'ils sont éloignés sur le même chromosome. C'est le partage d'allèles dans des gamètes différents. En faisant abstraction du second caractère, on retrouve pour le premier caractère la distribution de la troisième génération dans le schéma ci-dessous.

Première et deuxième lois : 1 - Croisement de pois à fleurs rouges avec des pois à fleurs blanches (tous deux homozygotes pour ce trait, WW et RR). 2 - Génération F1 : tous les individus sont rouges car l'allèle rouge est dominant et le blanc est récessif). Alors que les parents étaient tous deux homozygotes (respectivement WW et RR), toute la F1 est hétérozygote (RW). 3 - Génération F2 : les formes rouges et blanches montrent un rapport de 3:1.
Troisième loi : L'échiquier de Punnett des deux caractéristiques (poils blancs/bruns, queue courte/longue, où "brun" et "court" devraient être dominants) donne en génération F2 des phénotypes variés dans le rapport de 9:3:3:1. (S = court (short), s = long, B = brun, b = blanc).

### Les connaissances antérieures
Les travaux, avant Mendel, pour tenter de comprendre les mécanismes de l’hérédité furent un échec. La raison en est que les hybrideurs travaillaient comme ils avaient toujours travaillé c’est-à-dire par essais et erreurs. Ils croisaient des individus présentant des caractères différents et choisissaient dans la descendance ceux qui correspondaient le mieux aux desiderata. Or, ces procédures, très efficaces par ailleurs en sélection depuis l’origine préhistorique de l’élevage et de l’agriculture, ne permettaient pas une prédictibilité des résultats et donc l’énoncé de lois.
L'ensemble de la communauté scientifique de l'époque soutenait le modèle de l'hérédité par mélange où les caractères possédés par un individu étaient intermédiaires entre ceux de ces deux parents (le croisement d'un parent blanc et d'un parent noir donnant par exemple un individu gris ou blanc et noir). Mendel considère lui que les parents transmettent des unités héréditaires distinctes qui restent distinctes chez les descendants (comme des billes que l'on retire de deux seaux et que l'on place dans un troisième seau).

### Les méthodes

Les caractères étudiés par Mendel

Mendel va choisir les géniteurs de façon différente. Tout d’abord il adopte comme modèle expérimental les petits pois (Pisum sativum), plantes à fleurs dont la reproduction naturelle se fait par autogamie (autofécondation), permettant de contrôler l’hybridation et de produire rapidement un grand nombre de descendants.
- Il choisit d’étudier l’hérédité de pois comestibles présentant sept caractères dont chacun peut se retrouver sous deux formes alternatives, aisément identifiables : 
  - forme et couleur de la graine, couleur de l’enveloppe, forme et couleur de la gousse, position des fleurs et longueur de la tige ;
  - la première expérience qu’il décrira dans son article consiste à étudier les résultats d’hybridation obtenus pour l’une des paires de caractères seulement. On parle de croisements mono-hybrides (deux souches pures différentes d'un caractère). Par exemple, la « forme du pois » (caractère phénotypique régie par un seul gène) qui existe selon deux variantes : graine lisse ou graine ridée (expression phénotypique de chacun des deux allèles du gène que Mendel nomme facteur).
- Les pois se reproduisant naturellement par autofécondation, il arrive donc à sélectionner des lignées pures dont tous les individus possèdent toujours la même forme alternative, soit une lignée parentale à graines lisses (que l'on appellera P1, pour la suite du raisonnement) et l'autre à graines ridées (que l'on appellera P2). Il s'agit donc d'individus homozygotes pour le gène considéré, ils ne possèdent qu'un seul type d'allèle.
- Le croisement se fait en déposant du pollen d'une fleur de la lignée P1 sur le pistil d'une fleur de la lignée P2 (à laquelle il avait enlevé les étamines pour éviter tout risque d'autofécondation). Il prend le soin de réaliser des fécondations réciproques (pollen de P2 sur pistil de P1) pour voir si les résultats sont identiques.
- Les individus obtenus par croisement de P1 et de P2 sont donc des hybrides (que l'on note habituellement F1). Une deuxième génération appelée F2 est produite par reproduction naturelle (autofécondation) des F1.
- Il étudie successivement des lignées pures différant par un seul caractère (mono-hybridisme) puis deux (dihybridisme) et enfin trois (tri-hybridisme).

### Les résultats

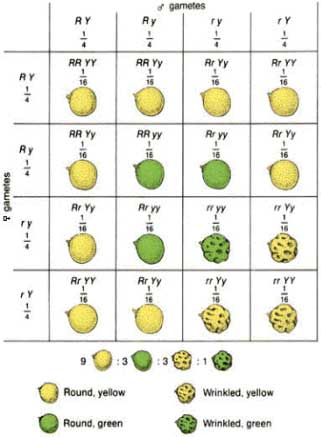
Schéma d'hybridation

- Pour la totalité des caractères étudiés, 80 % des hybrides obtenus sont identiques. Par exemple, le croisement d'un pois à graines lisses (P1) et d'un pois à graines ridées (P2) donne toujours une génération F1 où tous les individus sont des pois à graines lisses. Le facteur « graines ridées » est donc récessif par rapport au facteur « graines lisses » (qui est qualifié de dominant). C'est la première loi de Mendel dite d'uniformité des hybrides de première génération.
- En F2 (génération obtenue par autofécondation de F1), on peut démontrer par des expériences de croisement-test, l'existence de trois génotypes différents :
  - 50 % d'hétérozygotes (un allèle dominant associé à un allèle récessif) identiques aux parents (F1 = hybride) ;
  - 25 % d'homozygotes dominants, de phénotype identique à celui des F1 ;
  - 25 % d'homozygotes récessifs de phénotype différent de celui des F1.

C'est la deuxième loi de Mendel ou loi de disjonction des allèles qui est le résultat de la méiose.
- En dihybridisme, la distribution composite des 2 caractères (quatre phénotypes) est la combinaison de deux distributions mono-hybridiques indépendantes 3/4 [A] et 1/4 [a]

soit 9/16 [AB] 3/16 [Ab] 3/16 [aB] 1/16 [ab].
C’est la troisième loi de Mendel dite d'indépendance des caractères qui n'est pas applicable aux gènes liés.
Les résultats de tri-hybridismes (8 phénotypes) se prédisent aisément : 27 [ABC] 9 [ABc] 9 [AbC] 3 [Abc] 9 [aBC] 3 [aBc] 3 [abC] 1 [abc].
En conclusion, Mendel propose que les caractéristiques héréditaires des vivants sont gouvernées chacune par une double commande (une paire d'allèles) et que seule une sur deux est transmise au descendant par chaque parent. C’est le fondement de la génétique qui va démarrer au début du XXe siècle. Du même coup, avec les premiers pas d’une biologie quantitative se développeront les statistiques. Il publie ses travaux en 1866.

## Dominance incomplète
Les caractères ne sont pas tous exclusivement dominants ou récessifs. Dans certains cas, aucun des allèles qui déterminent un caractère n'est dominant. Lorsque c'est le cas, un mélange des deux caractères peut se produire: on parle de dominance incomplète. Le mélange apparent des caractères en une expression intermédiaire peut survenir chez les individus hétérozygotes. On trouve des exemples de dominance incomplète chez de nombreuses espèces de plantes, dont le muflier ou le maïs. Heureusement pour Mendel, les caractères qu'il a étudiés chez les plants de pois n’étaient pas sujets à la dominance incomplète. Si cela avait été le cas, il n'aurait probablement jamais été en mesure d'établir les fondements de la génétique[réf. nécessaire].

## Controverse Mendel-Fisher
Mendel a été qualifié de « père de la fraude scientifique », en raison de soupçons de falsification — qui se sont révélés infondés —,de certaines de ses données , mais la controverse a détourné la discussion critique de ses données.
La « controverse Mendel-Fisher » doit son nom à un article du statisticien Ronald Fisher publié en 1936, mais c'est le biologiste anglais Walter Frank Raphael Weldon qui a le premier, dès 1900, émis l'idée que les données de Mendel étaient « trop belles pour être vraies ». Il calcule que si certaines expériences étaient refaites, il y aurait 16 chances contre une d'obtenir un résultat moins proche de la théorie que ceux présentés par Mendel. Mais Weldon s'intéresse alors moins à ces calculs qu'à remettre en cause la théorie simplifiée à l'extrême de la dominance élaborée par Mendel. Il pensait que les « lois » de Mendel n'avaient de pertinence que si on les utilisait avec des races purifiées artificiellement, mais qu'en règle générale, le contexte de développement jouait un rôle important. Weldon meurt en 1906 sans avoir contré le corps grandissant des « mendéliens » dirigé par William Bateson. Ronald Fisher revient sur le problème des statistiques trop parfaites de Mendel au milieu des années 1930, et écrit en privé que « les données de la plupart, voire de la totalité, des expériences ont été falsifiées de manière à correspondre étroitement aux attentes de Mendel », mais conclut que « Mendel a été trompé par un assistant qui savait trop bien ce qu'on attendait de lui ». Dans les années 1950, la génétique est soumise à d'énormes pressions politiques en raison du lobbying du soviétique Trofim Lysenko, et les généticiens occidentaux préfèrent ignorer les préoccupations relatives aux données de Mendel. L'analyse de Fisher ne resurgit qu'au moment du centenaire de l'article de Mendel, au milieu des années 1960. Cinquante ans de débats plus tard, le consensus est que les données de Mendel sont en effet incroyablement bonnes, mais cela ne constitue pas en soi une preuve de fraude. Les trop beaux résultats de Mendel s'expliquent en fait par des biais inconscients dans la classification des phénotypes ambigus, l'arrêt des comptages lorsque les résultats étaient satisfaisants, le recomptage lorsque les résultats semblaient suspects et la répétition d'expériences dont les résultats ne semblaient pas fiables. Ce débat sur la possibilité d'une fraude a malheureusement éclipsé le problème de l'absence du contexte développemental dans l'image mendélienne traditionnelle, dont il est devenu très difficile de se défaire, même si la génétique du XXIe siècle a révélé l'importance de la variabilité, de l'interaction, de la complexité et même de l'ascendance, comme le suggérait déjà Weldon.